# Simashki

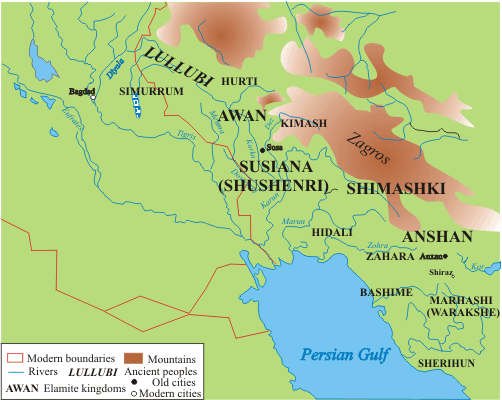
Mésopotamie, Elam, Awan, Anshann, Simashki

Simashki (ou Shimashki) est une région de l'Iran antique, faisant partie de l'Élam.

## Géographie
La localisation de cette région est encore sujet à débat. Il semble néanmoins qu'on puisse la situer dans la région du Zagros oriental, jusqu'au nord du Kerman à l'est, à la frontière du désert du Lout. On ne sait pas si Simashki est juste une région ou bien une ville et la région qu'elle domine. D'après les textes de la Troisième Dynastie d'Ur (Ur III), la région du Simashki paraît être divisée en six ensembles : Zabshali, Sigirish, Iapulmat, Alumiddatum, Garda, Shatilu.

## Histoire
Simashki est mentionné par Puzur-Inshushinak (XXIIe siècle av. J.-C.), qui en fait son vassal. Le Simashki se retrouve ensuite dans les textes d'Ur III qui évoquent les campagnes des rois d'Ur en Iran, mais aussi dans les textes administratifs de Puzrish-Dagan. Shoulgi soumet le premier la région du Simashki. Shu-Sin mène une autre campagne dans cette direction, et soumet le Zabshali, tandis que son successeurs Ibbi-Sin marie sa fille au roi de cette région. Il est possible que le Zabshali ait alors constitué la région la plus puissante du Simashki, et que ses rois aient alors soumis leurs voisins pour devenir rois du/de Simashki. Quoi qu'il en soit, à la fin du XXIe siècle le roi Kindattu de Simashki mène une coalition de rois élamites et d'autres peuples du Zagros, qui envahit la Mésopotamie et détruit Ur, enlevant son roi Ibbi-Sin, avant d'être repoussée par le roi Ishbi-Erra d'Isin.
Les rois de Simashki sont alors devenus les maîtres de l'Élam, et leur histoire se confond avec celle de ce royaume. Leurs relations avec les rois de Mésopotamie s'améliorent : Tan-Ruhuhatir épouse ainsi la fille d'un roi d'Eshnunna, alors qu'un autre roi épouse une princesse d'Isin.
Après plus d'un demi-siècle d'apogée, la dynastie de Simashki périclite dans les dernières années du XIXe siècle. Il semble qu'une dynastie élamite concurrente émerge alors à Anshan, fondée par un certain Eparti/Ebarat. En tout cas c'est elle qui prend le pouvoir après que l'Élam ait subi une défaite face au roi Gungunnum de Larsa, qui a sans doute précipité la chute des rois de Simashki. Après cet épisode, Simashki n'a plus d'importance politique.

## Liste des rois de la dynastie élamite de Simashki
- Gir-Namme (vers 2030 av. J.-C.)
- Tazitta I
- Ebarat I
- Tazitta II
- Lurrak-luhha
- Kindattu (vers 2000 av. J.-C.)
- Indattu-Inshushinnak I
- Tan-Ruhuhatir
- Ebarat II
- Indattu-Inshushinnak II
- Indattu-napir
- Indattu-temti